# 中桑德蘭 (英國國會選區)
中桑德蘭（英語：Sunderland Central），英國國會一自治市選區，位於英格蘭泰恩-威爾郡，由原北桑德蘭和南桑德蘭兩個選區合併而成。
2010年大選中工黨茱莉·艾略特以45.9%選票勝出該區。